# 日本バスケ頂上決戦
『日本バスケ頂上決戦』は、テコテックより2015年に配信されたソーシャルゲーム。基本プレイ無料（アイテム課金制）。

公式略称は『チョーバス』。

## 概要
ゲームジャンルは、選手のカードを集めて他のユーザーと競い合うソーシャルスポーツゲーム。実在するNBLおよびBjリーグの全36チームの現役選手と引退したレジェンド選手、総勢400名以上が実名、実写で登場する。
プレイヤーは自らのチームのヘッドコーチとして、お気に入りの選手を全国からドラフトやトレードなどで獲得することができる。お気に入りの選手でチームを作ったらトレーニングや遠征、親善試合を行うことでチームを強化していく。
ゲーム自体は無料だが、ゲーム内で有料アイテムなどを課金する仕組みとなっている。

## ゲームシステム

### 試合
現実の試合のような緊張感をもたらす「クラッチタイム」機能。クラッチタイムは試合が拮抗しているときに発生し、その成否が勝敗に影響する。試合には自ら獲得したお気に入りの選手たちで、スタメンを組んで挑戦できる。

### 視察
選手の視察をしながら日本全国を巡り、新しい戦力となる選手を獲得する。視察をした選手のパーソナルデータや情報を見ることができ、試合を挑み勝利すると自分のチームに加入する。

### 親善試合
他プレーヤーのチームとの試合です。この「親善試合」は、スキルのチェックや試合で重要となるクラッチタイムの練習にもなり、「トレーニングポイント」の入手もできる。

### レギュラーシーズン
リーグ戦に参加します。リーグは1週間区切りの開催となり、その成績によって所属リーグの変動があります。勝ち進むとより高いレベルのリーグに上がり、豪華な報酬を獲得できるようになる。

### ガチャ
ガチャをすると選手を獲得できる。ゲーム内でガチャはドラフトと呼ばれ、ドラフトには種類があります。ゲーム内で貯まるバスケポイントを消費して参加する「ドラフト」、高い確率で強力な選手を獲得できる「プレミアムドラフト」がある。

### トレーニング
選手はトレーニングによって能力アップする。選手が本来持っている最大限まで能力アップすると「覚醒」させることができる。覚醒した選手をさらにトレーニングをして特定条件を満たすと「限界突破」します。限界突破することで大幅な能力アップとなる。

### チーム編成
「スターティングメンバー」と「ベンチメンバー」へ所属選手を割り振り編成を行います。スターティングメンバーの方が試合への影響が大きいが、ベンチメンバーも試合の勝敗に影響を及ぼす。

### フレンド／挨拶
他のプレーヤーとのコミュニケーション機能。「フレンド」になるといつでも挨拶できる。

### 選手名鑑
随時最新の情報が更新される。

### 掲示板
書き込み、閲覧が誰でもできる。実際の試合や攻略の情報交換をする機能。